# Кешкек
Кешке́к — традиційна турецька обрядова страва з тушкованого м'яса, пшениці або ячменю.
В 2011 році організація ЮНЕСКО оголосила кешкек шедевром нематеріальної культурної спадщини Туреччини.

## Історія
Приготування кешкеку задокументовано в Ірані й Сирії ще в XV столітті, і до цього часу страва популярна серед іранців всього світу. Витоки цієї страви ведуть до курту, який в XVI–XVIII століттях в Ірані змішували з пшоняним чи ячмінним борошном і м'ясом в рівних частинах. Кешкек — традиційна страва для весільного сніданку в Туреччині.
Під назвою κεσκέκ, κεσκέκι и κισκέκ він відомий як святкова страва на Лесбосі і Самосі, а також серед понтійських греків і в Епірі. На Лесбосі кешкек готувався літніми ночами, коли забивають обрядового бика, після цього його м'ясо використовують для приготування, а наступного дня страву їдять з пшеницею. Кешек має назву haşıl на північному заході і в Середній Анатолії в Туреччині. В Туреччині й Ірані цю традиційну страву люблять і часто споживають під час релігійних свят, на весіллях та похоронах.
Кешек дуже схожий на армянську страву під назвою харіса.
Слов'янське слово каша, можливо, запозичене із перського кишик або слова можуть бути спільнокореневими зі санкскритським словом кашая, що означає цілющий напій.